# François De Keersmaecker
François De Keersmaecker (Willebroek, 12 april 1958) was voorzitter van de Koninklijke Belgische Voetbalbond (KBVB) van 24 juni 2006 tot 24 juni 2017. Hij was lid van het Uitvoerend Comité van de KBVB sinds 23 augustus 1996.
François De Keersmaecker is jurist van opleiding en is advocaat in Mechelen.
Vroegere functies die François De Keersmaecker in de voetbalbond waarnam waren voorzitter Provinciaal Comité Antwerpen van 12 december 1987 tot 22 augustus 1996, lid Sportcomité van 12 september 1986 tot 11 december 1987, lid Provinciaal Comité Antwerpen van 25 oktober 1985 tot 11 september 1986 en scheidsrechter Provinciale Scheidsrechterscommissie Antwerpen van 24 november 1980 tot 24 oktober 1985.

François De Keersmaecker had de volgende internationale mandaten:
- FIFA:

- Lid van de Raad voor Marketing en Televisie van 1 juli 2007 tot 28 oktober 2010

- Lid van de Juridische Commissie vanaf 30 december 2010 tot de opheffing van de commissie.
- UEFA:

- Tweede ondervoorzitter Juridische Commissie van 1 juli 2007 tot 30 juni 2011

- Eerste ondervoorzitter Juridische Commissie vanaf 1 juli 2011 tot 30 juni 2017.
De Keersmaecker is een schoonzoon van oud-bondsvoorzitter Louis Wouters die zelf ook een schoonzoon was van Oscar Vankesbeeck, eveneens een oud-bondsvoorzitter.
In februari 2019 werd De Keersmaecker voorzitter van voetbalclub Racing Mechelen.